# Labetalol
Labetalolul este un medicament din clasa beta-blocantelor, fiind utilizat în tratamentul hipertensiunii arteriale și al anginei pectorale. Căile de administrare disponibile sunt intravenoasă și orală.
Molecula a fost patentată în 1966 și a fost aprobată pentru uz medical în anul 1977. Este disponibil sub formă de medicament generic.

## Utilizări medicale
Labetalolul este utilizat oral, în tratamentul:
- hipertensiunii arteriale esențiale (uz oral), dar și al urgențelor hipertensive (uz IV), hipertensiunii postoperatorii;[11]
- hipertensiunii gestaționale (în pre-eclampsie);[12]
- anginei pectorale cronice stabile